# Snafu TV
Snafu TV is een Nederlands televisieprogramma dat uitgezonden werd door RTL 5. De presentatie van het programma was in handen van Robert Jensen en Jan Paparazzi.

## Geschiedenis
Toen in het najaar van 2009 bekend werd dat Robert Jensen na een jaar afwezigheid terugkeerde met zijn praatprogramma Jensen! op RTL 5, werd de amusementssite Snafu.nl opgericht. Deze website werd een succes, waarop werd besloten om er een televisieprogramma van te maken. Op 1 april 2010 begon het nieuwe seizoen van Jensen! en één week later op 9 april ook het amusementsprogramma Snafu TV. Naast bedenker Jensen was ook Jan Paparazzi presentator van het programma en vaste gasten waren Jaap Amesz en Kelly van der Veer. Het programma werd iedere vrijdagavond uitgezonden rond 22.20 uur en zondag was de herhaling om 23.30 uur.
De website werd na ruim twee jaar opgeheven.

## Afleveringen
Overzicht van de afleveringen van Snafu TV:
| Afl. | Datum         | Kijkcijfers | Herhaling | Kelly politiek verslaggeefster               | De 10 van Jan Paparazzi              | Showbizzstalker Jaap | Gasten                                   |
| ---- | ------------- | ----------- | --------- | -------------------------------------------- | ------------------------------------ | -------------------- | ---------------------------------------- |
| 1    | 9 april 2010  | 241.000     | onbekend  | Harry van Bommel van de SP                   | Paul de Leeuw 8 negatief, 2 positief | Albert Verlinde      | -                                        |
| 2    | 16 april 2010 | 171.000     | onbekend  | Mirjam Sterk van het CDA                     | Uri Geller 7 negatief, 3 positief    | Carice van Houten    | -                                        |
| 3    | 23 april 2010 | 177.000     | onbekend  | Marianne Thieme van de Partij voor de Dieren | -                                    | -                    | Henk Westbroek & Veronica van Hoogdalem  |
| 4    | 30 april 2010 | 178.000     | 202.000   | -                                            | -                                    | -                    | Antonie Kamerling & Nikkie Plessen       |
| 5    | 7 mei 2010    | 195.000     | 140.000   | -                                            | -                                    | -                    | Henk Westbroek, Ali B & Bridget Maasland |
| 6    | 14 mei 2010   | 163.000     | 182.000   | -                                            | -                                    | -                    | -                                        |

- Aflevering 6 was een compilatieaflevering waarin alle hoogtepunten van Snafu TV voorbijkwamen.

## Onderdelen
Het programma bevat iedere uitzending nieuwe items, maar er waren ook onderdelen die meerdere malen voorkwamen, zoals de volgende:
De week in 90 secondenDe week wordt door middel van een compilatie in negentig seconden samengevat, waarbij de hoogtepunten in de showbusiness van die week worden behandeld. Vervolgens wordt het nieuws van de week van Robert en Jan besproken.
Kelly politiek verslaggeefster'Politiek verslaggeefster' Kelly van der Veer gaat elke week naar Den Haag om iets te weten te komen over de politiek. Ze spreekt iedere keer een kamerlid om te weten te komen waar ze nu op moet stemmen. Haar vragen gaan meestal niet over de problemen in Nederland, maar meer over haar persoonlijke problemen.
De 10 van Jan PaparazziIn dit onderdeel gaat Jan Paparazzi de straat op om mensen naar hun mening te vragen over een bekende persoon. Er wordt geteld hoeveel positieve en negatieve reacties er volgen. De resultaten van deze peiling worden daarna in de studio besproken.
Showbizzstalker JaapJaap Amesz fungeert als de 'showbizzstalker' van Snafu TV. Als bekende Nederlanders geen interesse tonen in een gesprek met hem, valt hij ze lastig onder het pseudoniem van 'Terror Jaap'.
Deze items zijn na de tweede aflevering verdwenen, op Kelly politiek verslaggeefster na, dit onderdeel verdween na de derde aflevering. Kelly komt wel nog af en toe langs in de Talkshow van Jensen, hierin maakt ze ook filmpjes over de politiek. Hiervoor in de plaats komen er twee of drie bekende Nederlanders langs om het 'Snafu-nieuws' te bespreken.

## Trivia
- Het onderdeel Showbizzstalker Jaap zorgde nog vóórdat de eerste uitzending was uitgezonden voor ophef omdat Jaap liters mest in de tuin van Albert Verlinde had gespoten.[9] Dit was echter niet de bedoeling; de mestwagen bleek lek geraakt.